# Rocca San Zenone
Rocca San Zenone è una frazione del comune di Terni, nell'omonima provincia umbra.

## Geografia
La località si trova sulla pedemontana che attraversa la conca ternana, a nord-est: esso è alla fine della Valserra, la valle che collega la conca ternana a Spoleto ed è attraversata dal torrente Serra. La valle è circondata dai crinali dei monti Martani orientali (monte Torre Maggiore) ed occidentali (monti Acetella, Cormelano, Calvo e Cecalocco). L'ambiente naturale è caratterizzato da leccete e pinete; il suo relativo isolamento ha permesso la conservazione di alcune specie floreali ed arboricole d'interesse, tanto da farla inserire nell'elenco dei siti di interesse comunitario.
Secondo i dati del censimento Istat 2001, il centro è occupato da 55 abitanti e si trova a 189 m s.l.m..

## Storia
Il percorso che giunge alla rocca è molto antico: nei pressi si trovano i resti di un cimitero, che forse ospitò le spoglie dei primi martiri ternani.

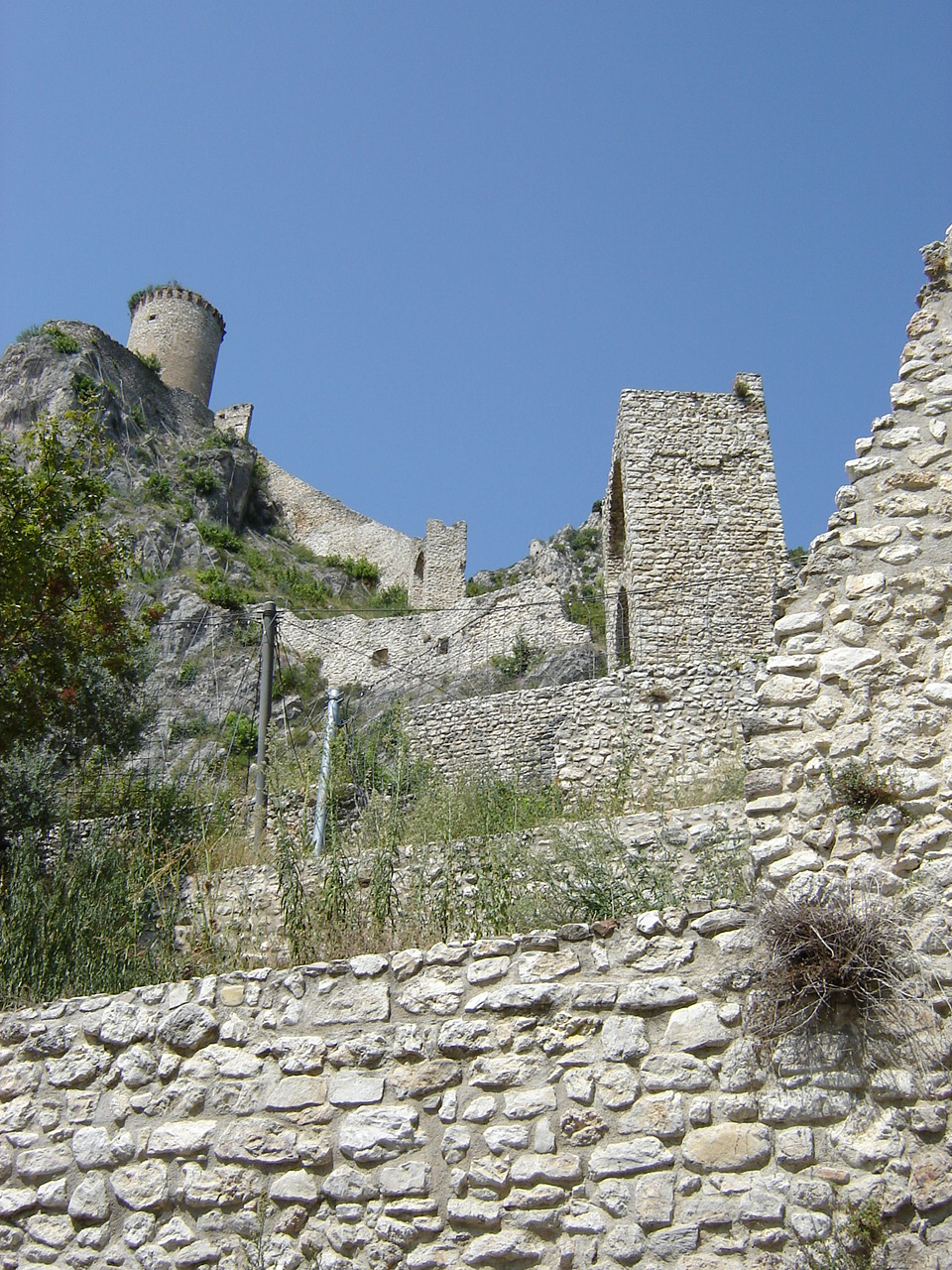
Antiche torri d'avvistamento e mura difensive al di sopra del paese

La Rocca attuale (XIII-XV secolo) sorge su una guglia di roccia alle spalle del paese; ancora più in alto, a 508 m, c'è una torre di avvistamento.
L'edificio fu costruito con il preciso scopo di difendere il contado della città di Terni nel Medioevo e Rinascimento, dalle incursioni di Spoleto. Nelle Antiche Riformanze del Comune di Terni, sono riportate le datazioni, i nomi, i cognomi e le informazioni circa gli stipendi dei castellani (perlopiù tutti nobili ternani, con qualche eccezione di famiglie banderare) che si susseguirono uno successivo all'altro e che presidiarono questa rocca durante le guerre comunali. Altre rocche difensive della città di Terni furono: Rocca Sant'Angelo, Colleluna, Rocca di San Giovanni a Piedimonte, Rocca di Casale Rinaccio, Papigno, Rocca di Fava, la Rocca di Monte di Valle presso Miranda, Rocchetta, e Miranda stessa (dal 1453).
Nel 1624 venne avviata un'opera di restauro da parte della popolazione, che fu finanziata con la vendita del legname boschivo; venne anche ampliata la porta occidentale e vi furono ricavati gli ambienti per le guardie.

## Monumenti e luoghi d'arte
- Torri d'avvistamento e mura difensive.

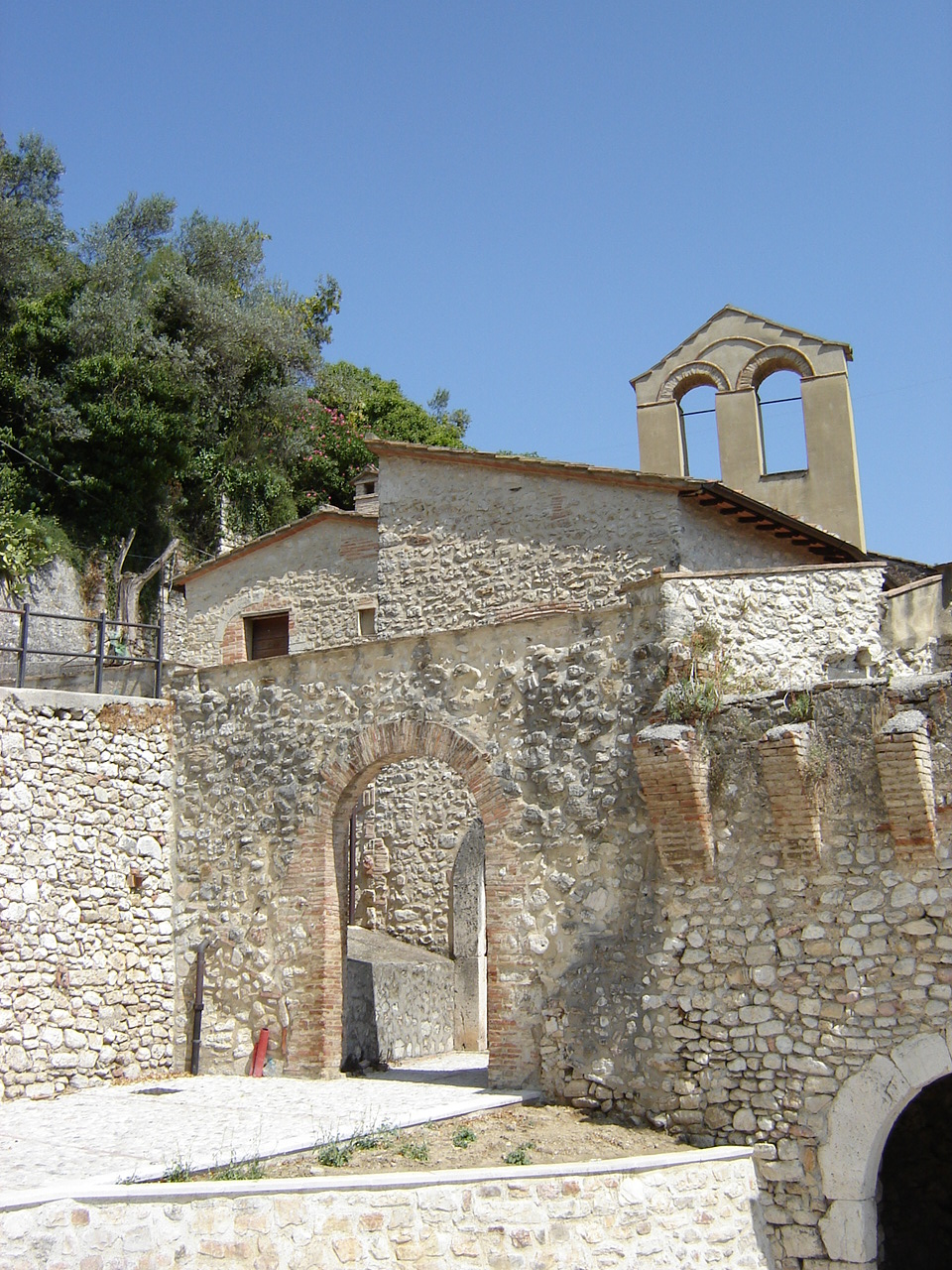
Porta urbica del nucleo storico di Rocca San Zenone. In secondo piano la chiesa di San Giovanni Evangelista con il campanile ed alla sua destra l'oratorio con il vecchio hospitale

- Chiesa arcipresbiteriale di S. Giovanni Evangelista, contenente affreschi della prima metà del Quattrocento, ascritti alla scuola del Maestro di Narni e di Bartolomeo da Miranda. La data di fondazione della chiesa non è conosciuta anche se molto probabilmente essa è stata eretta precedentemente alle mura del paese (ossia prima del XIII sec.); ciò spiegherebbe il motivo dell'esiguità dello spazio tra la facciata ed il circuito murario. L'edificio originario aveva una navata unica e la facciata era a capanna. Durante il sec. XVII la chiesa fu rimaneggiata: la facciata venne fatta avanzare sino alle mura (fatto questo che comportò la costruzione di mura ulteriori di fronte alla nuova facciata e lo spostamento della porta del paese). All'interno, sul lato sinistro della chiesa, furono realizzate, inoltre, quattro cappelle con volte a crociera, mentre sulle pareti sono conservati diversi affreschi della prima metà del sec. XV, realizzati con uno stile legato a quello di Bartolomeo da Miranda e del Maestro di Narni. Le decorazioni absidali sono realizzate in tecnica pittorica e risalgono alla prima metà del XVII secolo. Attaccato ad essa si trova l'oratorio del SS. Sacramento, con annesso un vecchio ospedale.
- Chiesa di S. Zenone (XV secolo), ad unica navata e con abside quadrato. La facciata è a capanna e solo successivamente sono state aggiunte le cappelle laterali.
- Ex chiesa di Sant'Antonio